# Noteć
Noteć je řeka v západním Polsku, která protéká Velkopolským vojvodstvím (okres Koło a okres Konin), Kujavsko-pomořským vojvodstvím (okres Włocławek, okres Radziejów, okres Inowrocław, okres Żnin, okres Nakło, okres Chodzież, okres Piła a okres Czarnków-Trzcianka) a Lubušským vojvodstvím (okres Strzelce-Drezdenko a okres Gorzów). Jde o pravostranný přítok řeky Warty. Je dlouhá 361 km. Rozloha jejího povodí činí 17 200 km².

## Průběh toku
Na horním toku protéká přes jezero Gopło. Níže teče převážně v dolině, která je pozůstatkem odtoku ledovcových vod. Do Warty ústí v Santoku.

## Vodní režim
Průměrný průtok vody v ústí činí 72 m³/s.

## Využití
Vodní doprava je možná v délce 274 km. Je to umožněno i díky četným plavebním komorám. Je spojena Bydhošťským průplavem s řekou Vislou.

### Osídlení
Na řece leží města Kruszwica, Inowrocław, Łabiszyn, Nakło nad Notecią, Ujście, Czarnków a Drezdenko.